# NWA United Kingdom Junior Heavyweight Championship
L'NWA United Kingdom Junior Heavyweight Championship è stato un titolo di wrestling della divisione Junior promosso dalla federazione britannica NWA UK Hammerlock, affiliata alla National Wrestling Alliance.
Il titolo fu attivo dal 2002 al 2012, quando fu disattivato con la chiusura della federazione.

## Albo d'oro
| Legenda  |                                                                               |
| -------- | ----------------------------------------------------------------------------- |
| #        | Indica il numero del regno titolato                                           |
| Regno    | Viene indicato il numero del regno del campione                               |
| Data     | La data in cui il titolo è stato vinto                                        |
| Località | Indica il luogo in cui il titolo è stato vinto                                |
| Note     | Indica notizie particolari riguardanti i cambi di titolo o altre informazioni |

| #  | Campione            | Regno | Data             | Giorni | Località                | Evento     | Note | Fonti |
| -- | ------------------- | ----- | ---------------- | ------ | ----------------------- | ---------- | --- | ----- |
| 1  | Majik               | 1     | 1 marzo 2002     | 233    | Bedworth, Warwickshire  | House show | In uno torneo per decretare il campione inaugurale, sconfiggendo in finale Alan Johnson, Jester e Paul Vault. |       |
| 2  | Paul Vault          | 1     | 20 ottobre 2002  | 3      | Ashford, Kent           | House show | |       |
| 3  | Majik               | 2     | 23 ottobre 2002  | 734    | Hertford, Hertfordshire | House show | |       |
| —  | Vacante             | —     | 26 ottobre 2004  | —      | —                       | —          | Il titolo fu reso vacante in seguito ad un infortunio di Majik.                                               |       |
| 4  | Psycho Steve        | 1     | 27 ottobre 2004  | 105    | Cardiff, Galles         | House show | |       |
| 5  | Kurupt              | 1     | 9 febbraio 2005  | 100    | --                      | House show | |       |
| 6  | Keith Loughman      | 1     | 20 maggio 2005   | 9      | Margate, Kent           | House show | |       |
| 7  | Kurupt              | 2     | 29 maggio 2005   | 3      | Bray, Irlanda           | House show | |       |
| 8  | Danny Williams      | 1     | 1 giugno 2005    | 122    | Chatham, Kent           | House show | |       |
| 9  | Falcon              | 1     | 1 ottobre 2005   | 21     | Bellshill, Scozia       | House show | |       |
| 10 | Zack Sabre Jr.      | 1     | 22 ottobre 2005  | 1075   | Cumbria                 | House show | |       |
| —  | Vacante             | —     | 1 ottobre 2008   | —      | —                       | —          | Il titolo fu reso vacante per motivi non noti.                                                                |       |
| 11 | Beau The Show Jacks | 1     | 4 aprile 2009    | 687    | Ashford, Kent           | House show | |       |
| 12 | Cell                | 1     | 20 febbraio 2011 | 287    | Corringham, Essex       | House show | |       |
| 13 | Jimmy Havoc         | 1     | 4 dicembre 2011  | --     | Essex                   | House show | |       |
| —  | Disattivato         | —     | dicembre 2012    | —      | —                       | —          | Il titolo fu disattivato con la chiusura della NWA UK Hammerlock.                                             |       |